# LGP-30

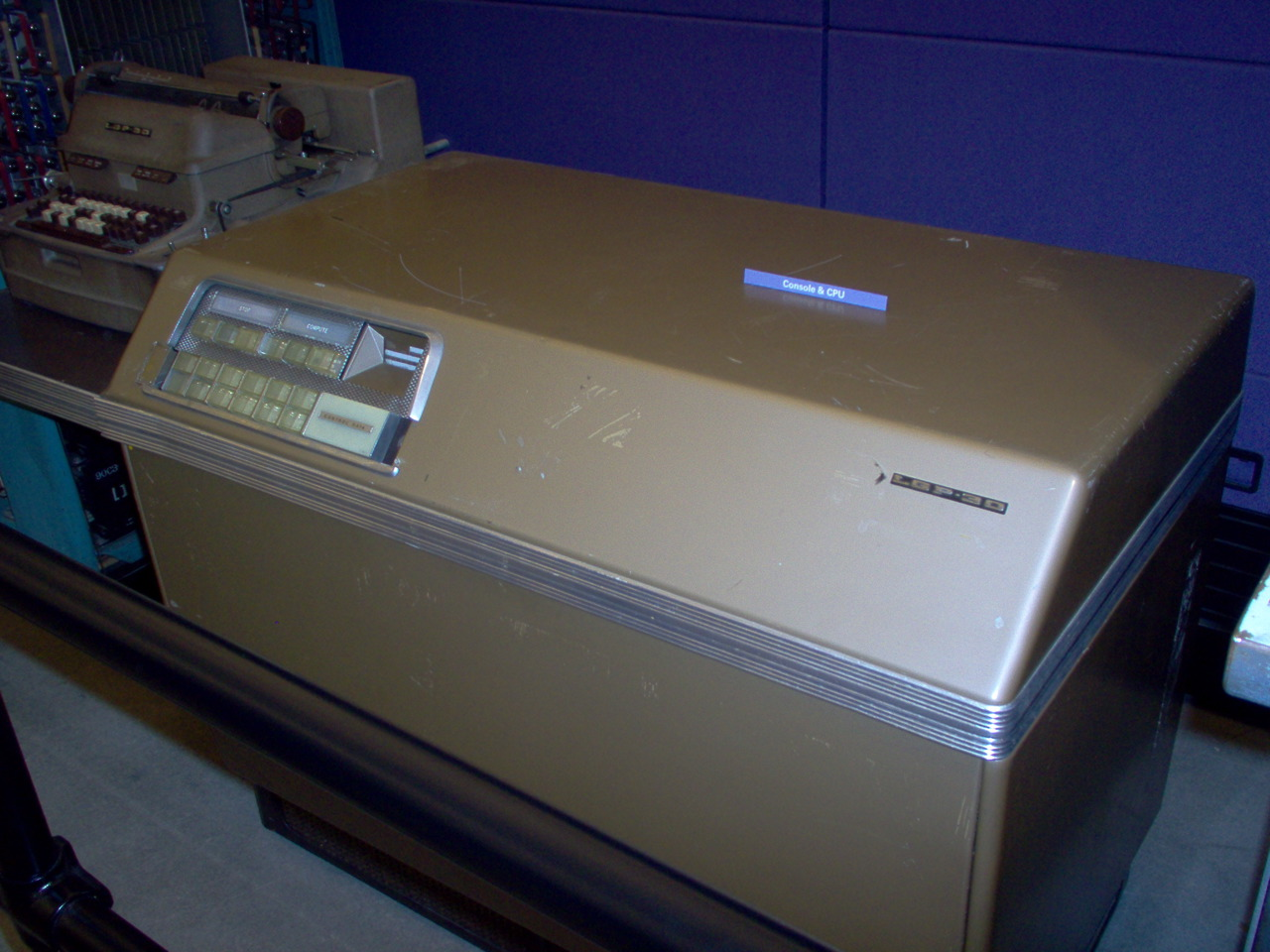
Librascope LGP-30

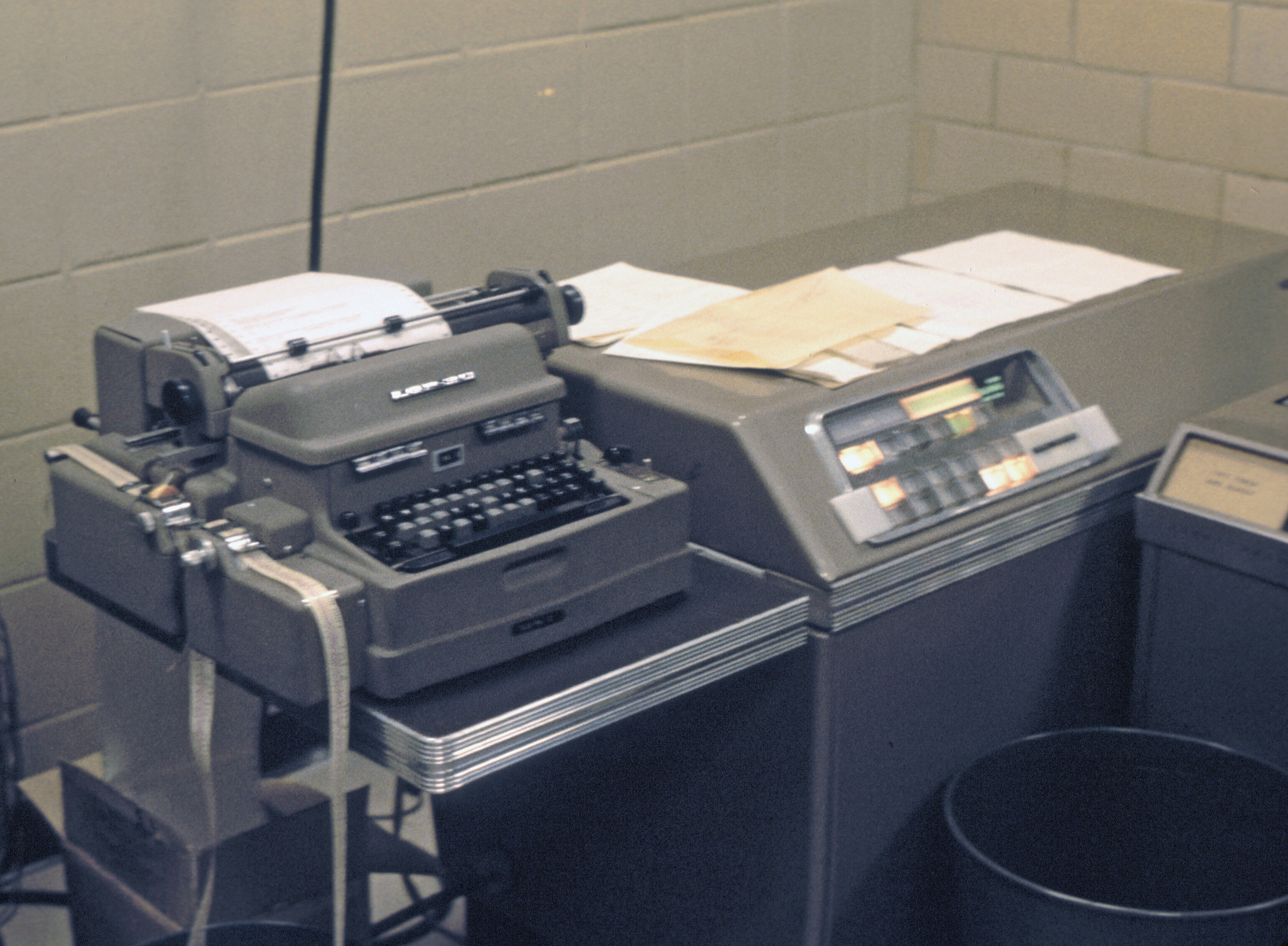
An LGP-30 usado en el Manhattan College en1965

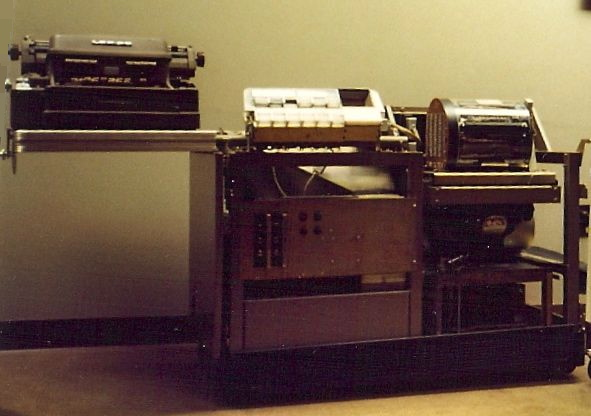
LGP-30 en el Museo de Boston del ordenador sin la cubierta. El panel de control está en el centro de la parte superior, a la izquierda del tambor de memoria.

El LGP-30, usado por Librascope para Propósito General y después por Librascope para Precisión General, fue uno de los primeros fuera de la plataforma informática.
Fue fabricado por la empresa Librascope de Glendale, California (una división de General Precision Inc.) y vendidos y mantenidos por la Compañía Royal Precision Electronic Computer, una empresa conjunta con la división de la Royal McBee Typewriter Company Real. El LGP-30 fue fabricado por primera vez en 1956 con un precio de venta de $47.000.
El LGP-30 fue referido comúnmente como un ordenador de sobremesa. Tenía 26 pulgadas de profundidad, 33 pulgadas de alto y 44 pulgadas de largo, exclusivo para la plataforma de la máquina de escribir. El ordenador pesaba aproximadamente 335 kilogramos y fue montado sobre ruedas robustas lo cual facilitó el movimiento del equipo.

## Lenguaje de programación ACT-III
El LGP-30 tenía un lenguaje de alto nivel "Algol-like"(Parecido a ALGOL) llamado ACT-III. Cada expresión tenía que ser delimitada por un apóstrofo por lo que es difícil de leer y aún más difícil de preparar las cintas:
```
s1'dim'a'500'm'500'q'500''
index'j'j+1'j-1''
daprt'e'n't'e'r' 'd'a't'a''cr''
rdxit's35''
s2iread'm'1''iread'q'1''iread'd''iread'n''
1';'j''
0'flo'd';'d.''
s3'sqrt'd.';'sqrd.''
1'unflo'sqrd.'i/'10';'sqrd''
2010'print'sqrd.''2000'iprt'sqrd''cr''cr''
...

```

## Iniciar la máquina
El procedimiento para iniciar, o "arrancar" el LGP-30 fue uno de los más complicados jamás diseñados. En primer lugar, rompió la de cinta de papel de arranque en la máquina de escribir de la consola, un Flexowriter Friden, presiona una palanca en el Flexowriter para leer un campo de dirección y pulse un botón en el panel frontal para transferir la dirección en un registro informático. Después de que se haya pulsado la palanca en el Flexowriter para leer el campo de datos y se presione más tres botones en el panel frontal para almacenarlo en la dirección especificada. Este proceso se repitió, tal vez seis a ocho veces, y uno desarrolló un ritmo:
```
 burrrp, clunk,
 burrrp, clunk, clunk, clunk,
 burrrp, clunk,
 burrrp, clunk, clunk, clunk,
 burrrp, clunk,
 burrrp, clunk, clunk, clunk,
 burrrp, clunk,
 burrrp, clunk, clunk, clunk,
 burrrp, clunk,
 burrrp, clunk, clunk, clunk,
 burrrp, clunk,
 burrrp, clunk, clunk, clunk.

```

El operador debe retira la cinta de arranque, se parte en la cinta que contiene el cargador regular, organizar cuidadosamente para que no se atasque, y presionar algunos botones más para poner en marcha el programa de arranque. Tras esto el cargador regular y el equipo estaban listos para leer en una cinta programa. El cargador normal debe leer una cinta de formato más compacto que el cargador de arranque. Cada bloque se inicia con una dirección de partida para que la cinta pudiera ser rebobinada y juzgada si ocurría un error. Si se cometieron errores en el proceso, o si el programa se estrelló y se dañó el programa cargador, el proceso tiene que ser reiniciado desde el principio.
Act-III y secciones de arranque de Arnold Reinhold's Computer History page, con permiso bajo licencia GFDL y CC-BY-SA 3.0.

## LGP-21
En 1963 Librascope creó una actualización de transistores al LGP-30 llamado la LGP-21. El nuevo equipo tenía 460 transistores y alrededor de 300 diodos. Costó sólo 16.200 dólares, un tercio del precio de su predecesor. Por desgracia, tenía aproximadamente la mitad de velocidad del equipo anterior.

## RPC 4000
Otra máquina sucesora, más poderosa, fue la RPC 4000 de precisión general. Igual que en la LGP-30, pero con transistores, ofreció 8.008 palabras de 32 bits de memoria de almacenamiento tambor. Según el BRL Report 1964 contaba con 500 transistores y 4500 diodos y se vendió por $87.500.